# Nicko Sensoli
Nicko Sensoli (* 14. června 2005, San Marino) je sanmarinský fotbalový útočník, hráč SP Tre Fiori a reprezentant San Marina.

## Referenční kariéra
Nastupoval za reprezentace do 17, 19 a 21 let.
V roce 2024 debutoval za seniorskou reprezentaci v utkání proti Svatému Kryštofu a Nevisu. Dne 5. září 2024 vstřelil ve skupině D Ligy národů gól Lichtenštejnsku, který dopomohl k 2. vítězství reprezentace v historii, z toho k prvnímu soutěžnímu vítězství.